# منشار زخرفة رفيع

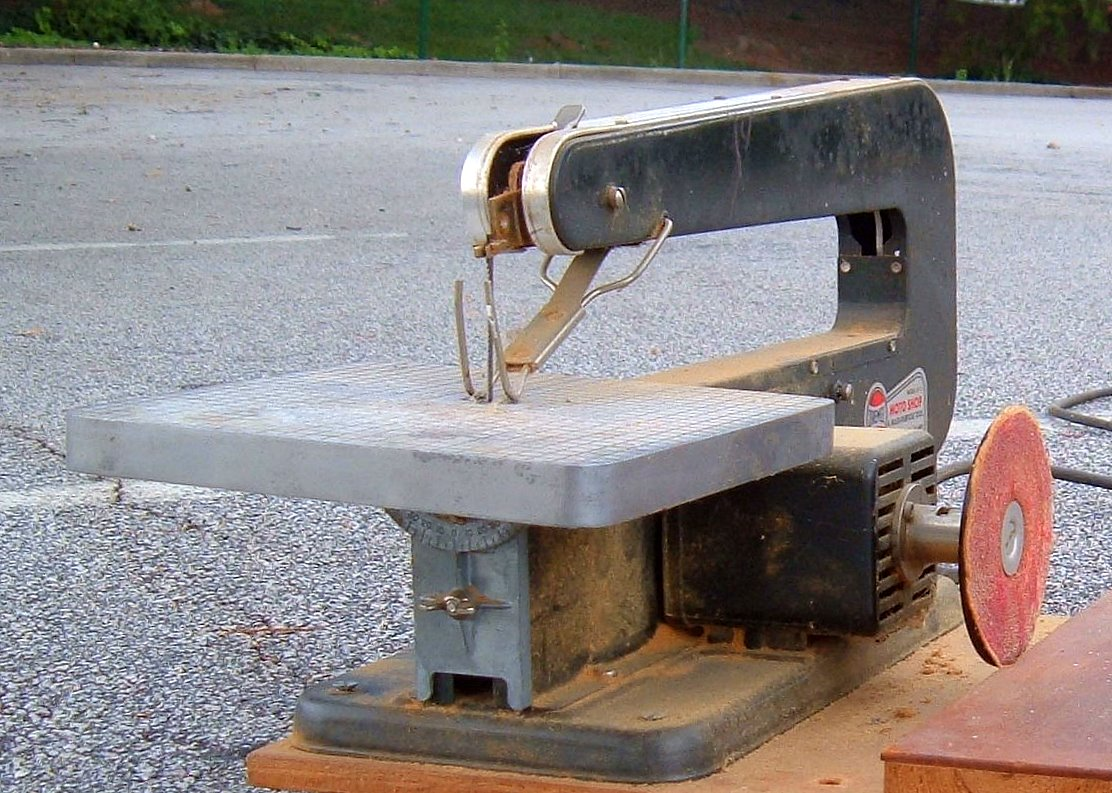

منشار زخرفة رفيع هو منشار يعمل بالكهرباء أو الدواسة يستخدم لقطع المنحنيات المعقدة في الخشب أو الفلز أو أي مواد أُخَر. تسمح صفاء نصلتها بقطع أدق من منشار أركت وأسهل منشار القطل أو منشار الحنق.